# La Barceloneta (Barcelona)

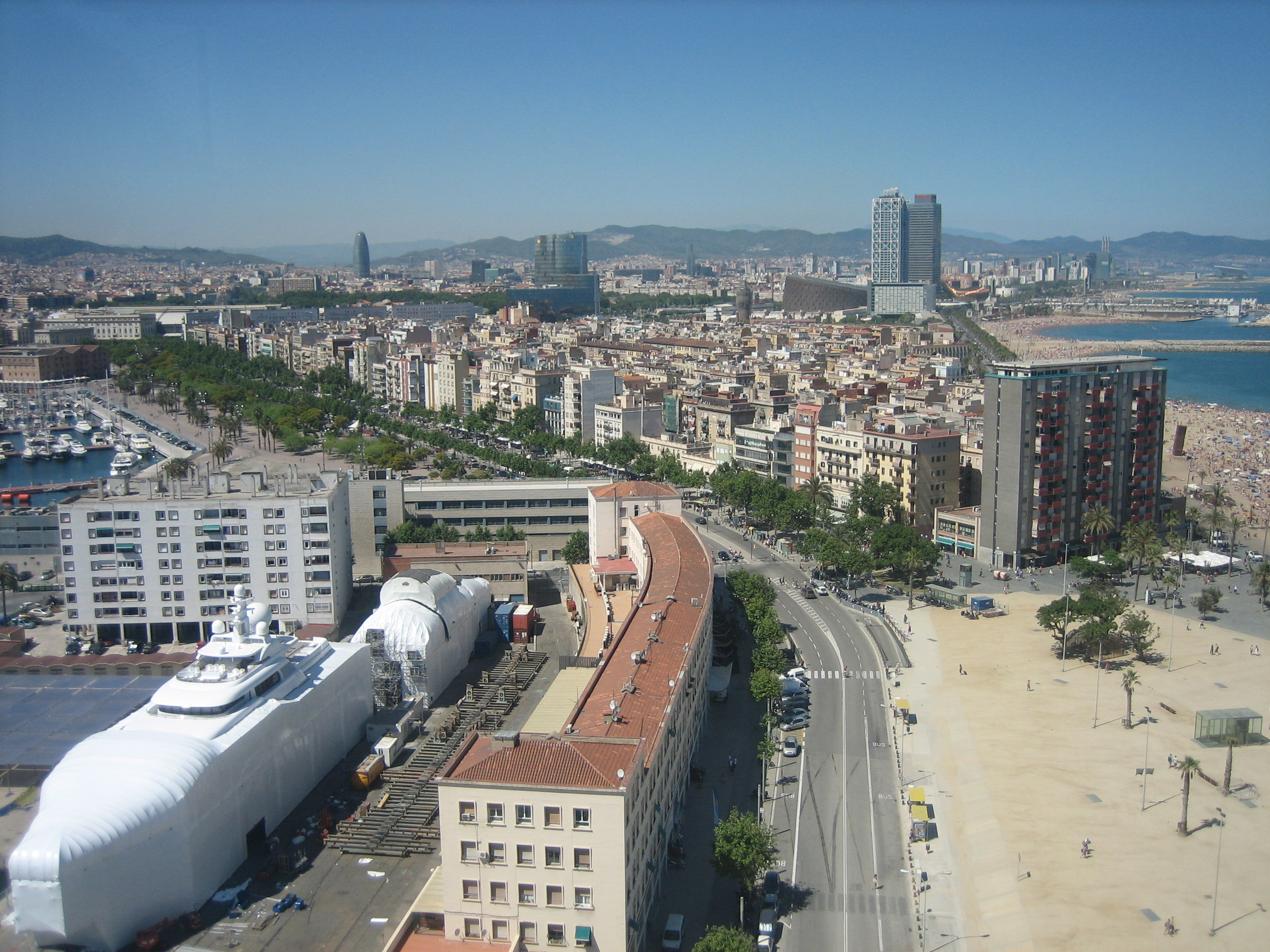
Panorama Barcelonety

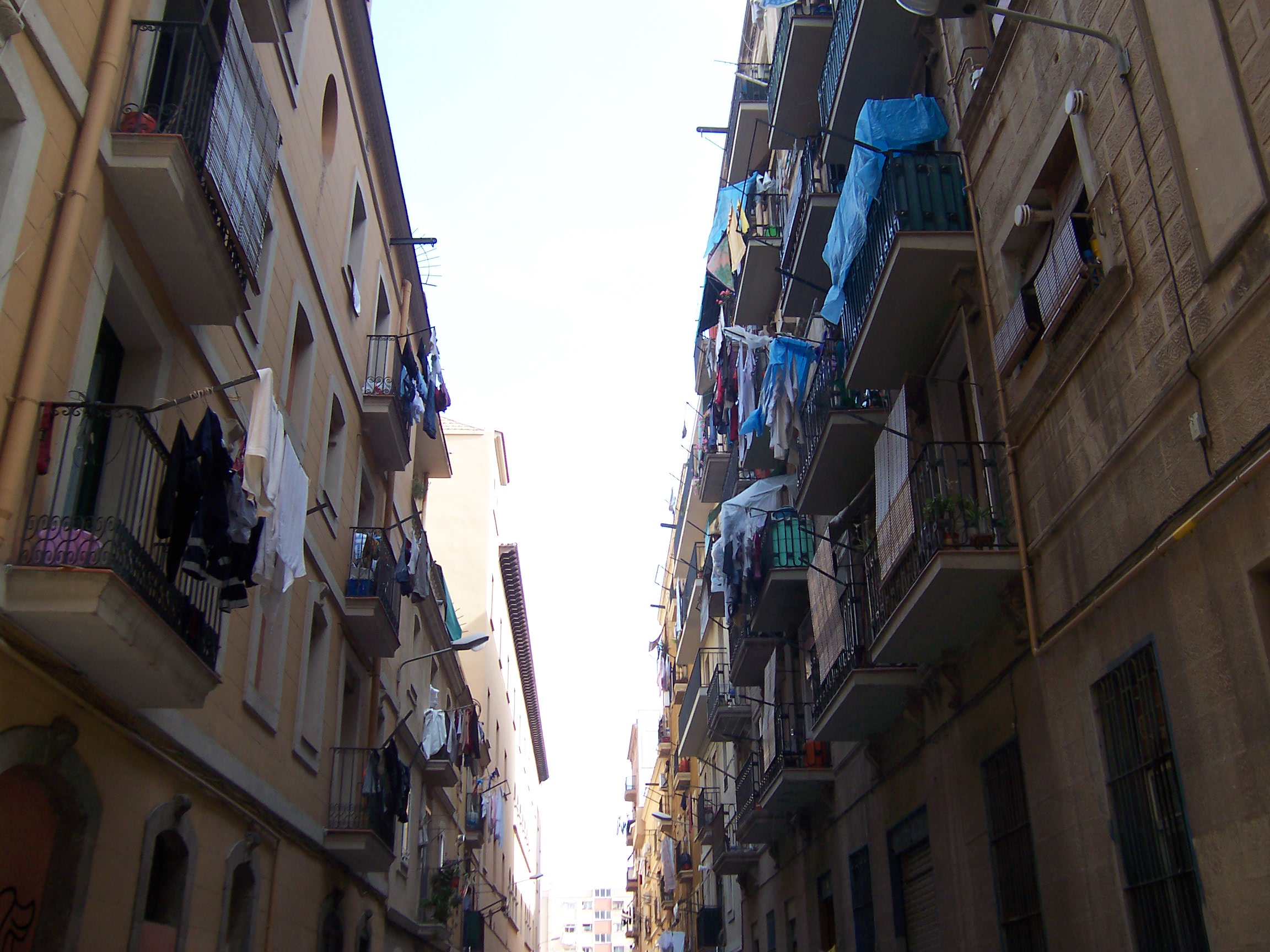
Typowa uliczka Barcelonety

La Barceloneta – dzielnica Barcelony, część Ciutat Vella. Została założona w 1753 po wybudowaniu nieistniejącej już cytadeli dla tych mieszkańców dzielnicy La Ribera, których domy znajdowały się na terenie przeznaczonym na garnizon wojskowy. Ze względu na położenie blisko wybrzeża Morza Śródziemnego od początku istnienia była to dzielnica rybaków i marynarzy o nie najlepszej reputacji. W XIX wieku została przekształcona w obszar przemysłowy. Lepszą sławę zaczęła zyskiwać po 1990, kiedy część Barcelonety została przebudowana na potrzeby Igrzysk Olimpijskich, a na terenie dzielnicy pojawiły się pierwsze budynki mieszkalne przeznaczone dla bardziej zamożnych. Również na terenie tej dzielnicy znajduje się słynna plaża barcelońska.

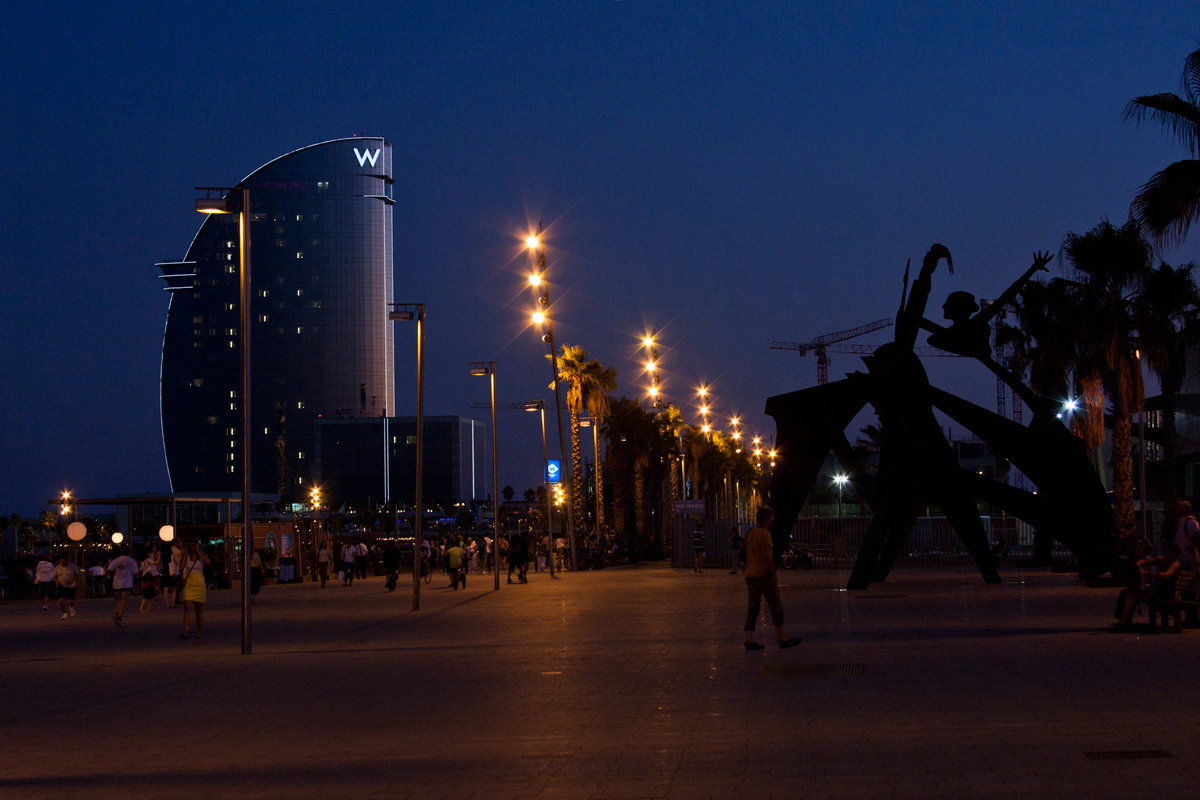
Deptak

Ze względu na przekształcenia architektoniczne w XIX i XX wieku w Barcelonecie zachowało się niewiele oryginalnej zabudowy z XVIII wieku, chociaż na ogół zachował się do naszych czasów oryginalny układ ulic w dzielnicy. Jej najcenniejszym zabytkiem jest osiemnastowieczny kościół Sant Miguel del Port.

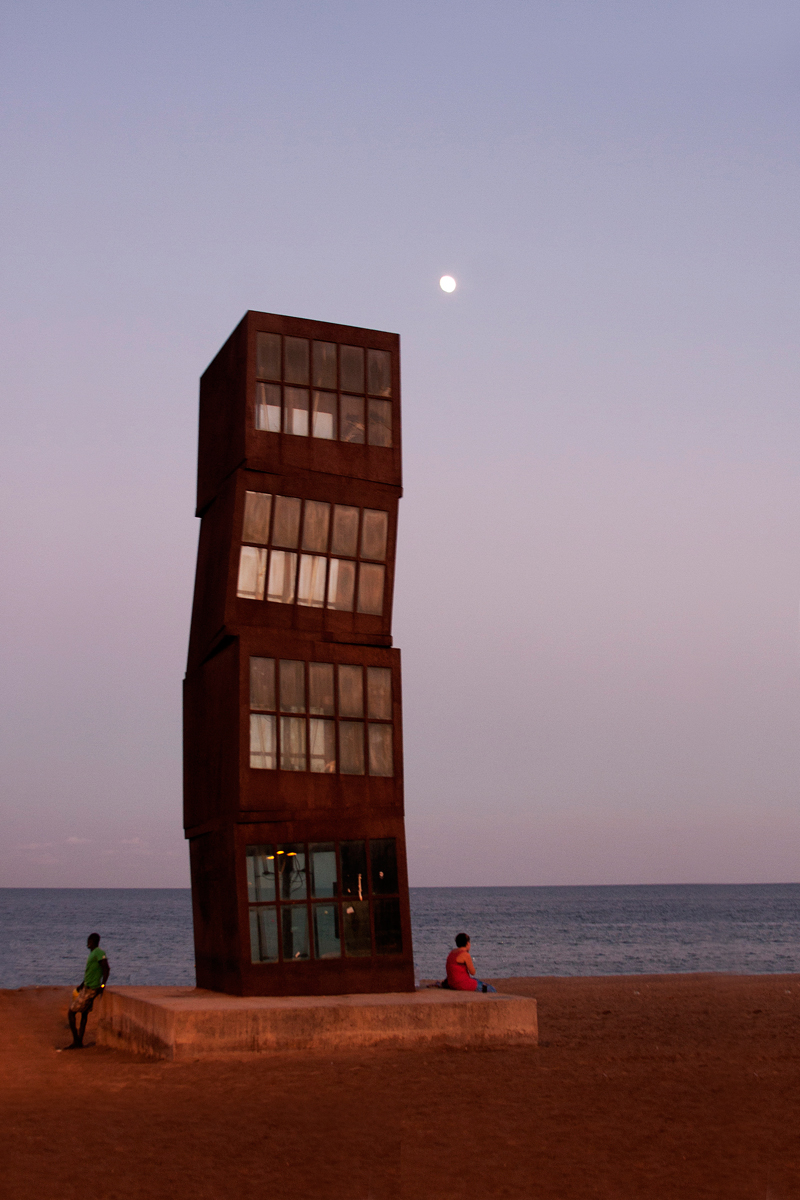
Artystyczna rzeźba na plaży

Główną ulicą dzielnicy jest Passeig Maritim. W Barcelonecie mieści się ICM (Instytut Badań Morskich).